# Постоленко Валерій Анатолійович
Валерій Анатолійович Постоленко (нар. 3 березня 1964 — 10 лютого 2025) — радянський та український футболіст та футзаліст, півзахисник.

## Життєпис
У 1982 році перебував у заявці дніпродзержинського «Металурга», але жодного матчу не зіграв. Потім багато років виступав у змаганнях колективів фізкультури, в тому числі в 1990-1991 роках за «Ведрич» у першості Білоруської РСР. На початку 1992 року, будучи зі своєю командою на зборах у Польщі, разом з гравцями «Ведрича» Олександром Кобцем та Олександром Кожиновим, а також Сергієм Башкировим, який перебував на перегляді, перейшов у місцевий клуб МЗКС (Васількув). В оплату трансферу поляки дозволили команді ще двічі безкоштовно приїхати на збори, а також надали відеокамеру та комплект форми.
Влітку 1992 року повернувся в «Ведрич» і зіграв 12 матчів у вищій лізі Білорусі. Навесні 1993 року виступав у другій лізі України за «Дружбу» (Осипенко), потім до кінця кар'єри грав за аматорські команди та в футзал.
Працював дитячим тренером у школі «Агротайм» (Дніпро). Брав участь в матчах ветеранів.